# Râul Trei Holâmburi
Râul Trei Holâmburi este un curs de apă, afluent al râului Crișul Alb din județul Arad. Râul este interceptat de Canalul Morilor. 

## Hărți
- Harta județului Arad
- Harta munții Apuseni